# Ellice Pilkington
Ellice Pilkington (1er septembre 1869 - 24 août 1936) est une activiste et artiste irlandaise.

## Jeunesse
Ellice Pilkington naît sous le nom Louisa Ellice Benedicta Grattan Esmonde le 1er septembre 1869. Elle est la deuxième fille de John Esmonde et Louisa Esmonde (née Grattan). Son père est baronnet, député et lieutenant-colonel de la milice d'artillerie de Waterford, de Ballynastragh, Gorey dans le comté de Wexford, et sa mère est la petite-fille du politicien Henry Grattan. Elle a quatre frères, Thomas, Laurence, Walter, John et une sœur, Annette. Formée à Paris, elle étudie également l'art à Rome.
Elle épouse le capitaine Henry Lionel Pilkington, du 21e Hussards, de Tore, Tyrrellspass dans le comté de Westmeath, le 23 juin 1896. Les Pilkington vivent en Afrique du Sud lorsque son mari commande l'infanterie à cheval de l'Australie occidentale pendant la Seconde Guerre des Boers. Là-bas, elle enseigne dans des camps de réfugiés. Ils ont deux filles, Ellice Moira et Annette. Ils vivent pendant un certain temps à Llys-y-Gwinit à Holyhead au pays de Galles.

## Activisme
Pilkington est une amie d'Horace Plunkett et de George Russell. C'est un discours de Russell lors d'une assemblée générale annuelle de l'Irish Agricultural Organization Society qui inspire la fondation de la Society of the United Irishwomen (UI) par Anita Lett en 1910. Pilkington est la première organisatrice bénévole de l'UI et est une figure de proue au cours de ses premières années. Elle effectue de nombreuses tournées en 1910, fondant et organisant de nouvelles succursales dans le sud et l'ouest de l'Irlande. Le comté de Wexford est considéré comme le plus prospère pendant cette période. Pilkington arrive dans le comté de Donegal en décembre 1910, armée d'une carte et d'un thermos, là-bas elle décrit l'émigration comme un fléau sur l'Irlande rurale. À partir de ce moment, l'émigration féminine est devenue l'une des préoccupations majeures de l'UI.
La brochure de 1911, The United Irishwomen: their work, place and ideals, est composée de trois essais de Plunkett, Pilkington et Russell, et d'une préface du père Thomas Finlay. Pilkington se concentre sur le rôle de l'UI dans l'enseignement et la promotion des femmes au foyer rurales afin de créer des industries à domicile, de maintenir une maison propre, de fournir une alimentation saine à la famille et de jouer un rôle actif dans la vie publique et intellectuelle. La brochure est peut-être une réponse aux critiques, d'autant plus que beaucoup s'opposent à l'implication des femmes dans les affaires publiques,. Pilkington croit fermement à la nécessité pour les femmes de travailler pour l'amélioration de l'Irlande grâce à leur place à la maison.

## Travail artistique
Pilkington s'intéresse activement aux arts en Irlande. En 1910, elle écrit un article dans la New Ireland Review, exprimant le regret que les artistes et critiques irlandais ne trouvent pas leur propre expression irlandaise dans une école irlandaise, plutôt que d'imiter les écoles européennes. Elle présente George Russell comme un exemple d'artiste individuel qui invoque également un récit national irlandais. Pilkington n'exprime pas clairement sa propre vision de l'identité nationale irlandaise, mais estime que c'est une question importante. En tant qu'artiste, elle peint des scènes d'Irlande et est exposée par le Dublin Sketching Club en 1914 et 1915. Elle est régulièrement exposée par la Water Color Society of Ireland entre 1921 et 1936 et sert pendant un certain temps comme secrétaire du groupe.

## La vie plus tard
Elle est veuve en 1914. Plus tard dans sa vie, elle est une membre active de la Central Catholic Library Association, agissant en tant que présidente du comité des dames pendant plusieurs années.
Elle meurt au 38 Wellington Road, Ballsbridge à Dublin, le 24 août 1936. Elle est enterrée dans le caveau de la famille Pilkington à Tyrrellspass dans le comté de Westmeath.